# Список портів України

### Морські порти та портові пункти
У списку надано перелік портів України з їх найважливішими характеристиками за даними, зокрема, Адміністрації морських портів України (станом на 2017 р.)
| Назва МТП                            | Кількість терміналів | Пропускна спроможність порту з обробки | Пропускна спроможність порту з обробки | Пропускна спроможність порту з обробки | Пропускна спроможність порту з обробки | Криті склади/Відкриті склади, тис. м² | Групи вантажів | Технічні характеристики та види суден, що можуть заходити до порту (осадка/довжина/ширина), граничні дані |                              |
| Назва МТП                            | Кількість терміналів | наливних вантажів, тис тонн            | сухих вантажів, тис тонн               | контейнерів, тис ТЕУ                   | пасажирів, пас.                        | Криті склади/Відкриті склади, тис. м² | Групи вантажів | Технічні характеристики та види суден, що можуть заходити до порту (осадка/довжина/ширина), граничні дані | Статус                       |
| Білгород-Дністровський               | 4                    |                                        | 1710                                   |                                        |                                        | 24,29/279,73                          | - Зернові; - Непродовольчі навалювальні вантажі; - Генеральні вантажі | 5,5/140/20                                                                                                |                              |
| Бердянський                          | 6                    | 600                                    | 5600                                   |                                        |                                        | 22,69/105,21                          | - Нафта та нафтопродукти; - Масла технічні; - Масла продуктові; - Зернові; - Рефрижераторні вантажі; - Непродовольчі навалювальні вантажі; - Генеральні вантажі                                            | 7,9/205/32,2                                                                                              | Окупований                   |
| Ізмаїльський                         | 3                    | 70                                     | 9220                                   | 44,5                                   | 152500                                 | 36,95/233,1                           | - Масла продуктові; - Зернові; - Непродовольчі навалювальні вантажі; - Генеральні вантажі | 7 / 150/ 30                                                                                               | Відкритий                    |
| Маріупольський                       | 1                    |                                        | 18310                                  | 50                                     |                                        | 11,84/228,8                           | - Масла продуктові; - Ро-Ро, легкових і вантажних авто; - Зернові; - Рефрижераторні вантажі; - Непродовольчі навалювальні вантажі; - Генеральні вантажі                                                    | 8 / 240 / 30                                                                                              | Окупований                   |
| Миколаївський                        | 18                   | 4900                                   | 24676                                  | 20                                     |                                        | 191,61 /324,88                        | - Нафта та нафтопродукти; - Масла технічні; - Масла продуктові; - Ро-Ро, легкових і вантажних авто; - Зернові; - Рефрижераторні вантажі; - Непродовольчі навалювальні вантажі; - Генеральні вантажі        | 10,3 / 215 / 32,5                                                                                         | Закрит на період бойових дій |
| Одеський                             | 17                   | 26580                                  | 19200                                  | 930                                    | 4000000                                | 67,86/608,37                          | - Нафта та нафтопродукти; - Газ; - Масла технічні; - Масла продуктові; - Ро-Ро, легкових і вантажних авто; - Зернові; - Рефрижераторні вантажі; - Непродовольчі навалювальні вантажі; - Генеральні вантажі | 14 / 305 / 48,2                                                                                           | Відкритий                    |
| Спеціалізований морський порт Ольвія | 1                    |                                        | 5000                                   |                                        |                                        | 41,14 /277,2                          | - Ро-Ро, легкових і вантажних авто; - Зернові; - Рефрижераторні вантажі; - Непродовольчі навалювальні вантажі; - Генеральні вантажі                                                                        | 10,5/215/32,5                                                                                             | Закрит на період бойових дій |
| Південний                            | 15                   | 11 300                                 | 41 900                                 | 750                                    |                                        | 562,42 /516                           | - Нафта та нафтопродукти; - Газ; - Масла технічні; - Масла продуктові; - Ро-Ро, легкових і вантажних авто; - Зернові; - Рефрижераторні вантажі; - Непродовольчі навалювальні вантажі; - Генеральні вантажі | 18,5/328,6/54,1                                                                                           |                              |
| Ренійський                           | 11                   | 2 000                                  | 6000                                   | 4                                      | 5000                                   | 432,15 /169,9                         | - Нафта та нафтопродукти; - Газ; - Масла технічні; - Масла продуктові; - Ро-Ро, легкових і вантажних авто; - Зернові; - Рефрижераторні вантажі; - Непродовольчі навалювальні вантажі; - Генеральні вантажі | 7/150/22                                                                                                  | Відкритий                    |
| Скадовський                          | 2                    |                                        | 1320                                   |                                        |                                        | 0,94 /38,86                           | - Ро-Ро, легкових і вантажних авто; - Зернові; - Непродовольчі навалювальні вантажі; - Генеральні вантажі                                                                                                  | 4,0/130/14                                                                                                | Окупований                   |
| Усть-Дунайський                      | 3                    | 240                                    | 4760                                   |                                        | 10000                                  | 0,96 /2,5                             | - Нафта та нафтопродукти; - Масла технічні; - Масла продуктові; - Зернові; - Рефрижераторні вантажі; - Непродовольчі навалювальні вантажі; - Генеральні вантажі                                            | П/п Кілія - 4,5/123/6,5 База Обробка ліхтеровозів - 11,73/215,38/31,86                                    |                              |
| Херсонський                          | 8                    | 550                                    | 7385,5                                 | 12,8                                   |                                        | 27,68 /81,94                          | - Нафта та нафтопродукти; - Газ; - Масла технічні; - Масла продуктові; - Ро-Ро, легкових і вантажних авто; - Зернові; - Рефрижераторні вантажі; - Непродовольчі навалювальні вантажі; - Генеральні вантажі | 7,6/ 230/30,2                                                                                             | Закрит на період бойових дій |
| Чорноморський                        | 12                   | 6 600                                  | 47 245                                 | 1 150                                  | 25 000                                 | 331,6 /560,7                          | - Нафта та нафтопродукти; - Газ; - Масла технічні; - Масла продуктові; - Ро-Ро, легкових і вантажних авто; - Зернові; - Рефрижераторні вантажі; - Непродовольчі навалювальні вантажі; - Генеральні вантажі | 14/305/50                                                                                                 |                              |
| Очаків                               |                      |                                        |                                        |                                        |                                        |                                       | | | Закрит на період бойових дій |
| Севастопольський                     |                      |                                        |                                        |                                        |                                        |                                       | | | Окупований                   |
| Євпаторійський                       |                      |                                        |                                        |                                        |                                        |                                       | | | Окупований                   |
| Феодосійський                        |                      |                                        |                                        |                                        |                                        |                                       | | | Окупований                   |
| Ялтинський                           |                      |                                        |                                        |                                        |                                        |                                       | | | Окупований                   |
| Керченський                          |                      |                                        |                                        |                                        |                                        |                                       | | | Окупований                   |

У зв'язку із захопленням Криму Росією у 2014 р. актуальні дані по кримським портам відсутні; порти на тимчасово окупованій території України потрапили під економічні санкції провідних західних держав.

### Річкові порти та пристані
| Назва річкового порта | Ріка         | Кількість терміналів | Пропускна спроможність | Групи вантажів | Статус                         |
| --------------------- | ------------ | -------------------- | ---------------------- | -------------- | ------------------------------ |
| Миколаївський         | Південий Буг |                      |                        |                | Закритий на період бойових дій |
| Херсонський           | Дніпро       |                      |                        |                | Закритий на період бойових дій |
| Запорізький           | Дніпро       |                      |                        |                | Закритий на період бойових дій |
| Дніпропетровський     | Дніпро       |                      |                        |                | Закритий на період бойових дій |
| Новокаховський        | Дніпро       |                      |                        |                | Закритий на період бойових дій |
| Нікопольский          | Дніпро       |                      |                        |                | Закритий на період бойових дій |
| Чернігівський         | Десна        |                      |                        |                | Закритий на період бойових дій |
| Кременчуцький         | Дніпро       |                      |                        |                | Закритий на період бойових дій |
| Київський             | Дніпро       |                      |                        |                | Закритий на період бойових дій |
| Каменьський           | Дніпро       |                      |                        |                | Закритий на період бойових дій |
| Черкаський            | Дніпро       |                      |                        |                | Закритий на період бойових дій |
| Дніпрянський          | Дніпро       |                      |                        |                |                                |
| Галич                 | Дністер      |                      |                        |                | Закритий                       |
| Раковець              | Дністер      |                      |                        |                | Невідомий                      |
| Львів                 | Вишня        |                      |                        |                | Проект                         |
| Кілійський            | Дунай        |                      |                        |                |                                |
| Чернівці              | Прут         |                      |                        |                | Проект                         |